# Esclarmonde
Esclarmonde és una òpera en quatre actes, amb pròleg i epíleg, amb música de Jules Massenet, sobre un llibret francès d'Alfred Blau i Louis de Gramont. Va ser estrenada a l'Opéra-Comique de París el 14 de maig de 1889 amb la soprano nord-americana Sibyl Sanderson en el paper protagonista.
Esclarmonde és potser l'obra més ambiciosa de Massenet, i la més wagneriana pel seu estil i concepció. El paper principal presenta una gran dificultat, incloent passatges de coloratura: Esclarmonde pot ser una Isolda en algun fragment, Lakmé en altre i la reina de la Nit en el següent. L'orquestració és molt acurada, les exigències vocals elevades i s'hi senten diversos motius associats a diferents idees i personatges, actuant com a leitmotiven.
Tot i estar basada —no gaire fidelment— en una llegenda medieval, presenta aspectes moderns i l'atmosfera general està carregada de sensualitat. De fet, la protagonista és retratada com una agressora sexual. Com a Roland no li està permès veure el rostre d'Esclarmonde, ella li diu la primera nit, abans de fer l'amor: «No et preocupes, sóc bella i desitjable».
En èpoques recents ha estat programada esporàdicament, destacant les interpretacions del paper protagonista per la soprano Joan Sutherland en la dècada del 1970, dirigida per Richard Bonynge.

## Sinopsi
La història està basada en una llegenda medieval, i gira entorn d'Esclarmonde, una reina de l'Imperi Romà d'Orient amb coneixements de les arts màgiques. Reclosa pel seu pare emperador, Phorcas, qui recentment ha abdicat el seu tron en favor d'ella, plora el seu amor per Roland, un cavaller i comte de Blois, creient que mai li serà permès tornar a veure'l. Seguint el suggeriment de la seua germana, Parséis, Esclarmonde usa els seus poders màgics per portar Roland a la seua presència, sempre de nit i coberta amb un vel, sense revelar la seua identitat. Quan Roland confessa els seus encontres nocturns al bisbe de Blois, aquest, en companyia d'un grup de monjos intervenen a l'arribada d'Esclarmonde, executant un exorcisme, i Esclarmonde li retreu a Roland la seua traïció. L'ex-emperador, després d'assabentar-se de la desobediència d'Esclarmonde, la convoca i li exigeix que renuncie a Roland, si no vol que siga executat. Ella se sotmet, i quan Roland és dut a la seua presència li implora que s'oblide d'ella. L'espòs d'Esclarmonde s'ha de determinar mitjançant un torneig, el vencedor del qual guanyarà la mà de l'emperadriu. Quan el vencedor, abillat completament de negre, és preguntat pel seu nom, respon "desesperació," i rebutja la mà de l'Emperadriu. No obstant això, Esclarmonde reconeix la veu immediatament, com la de Roland, i quan ella alça el seu vel, ell també la reconeix com la visitant nocturna. Tot el poble victoreja l'emperadriu i el seu valent consort.

## Enregistraments
- Esclarmonde (8 de novembre de 1974). Clifford Grant (Phorcas), Joan Sutherland (Esclarmonde), Huguette Tourangeau (Parséis), Jaume Aragall (Roland), William Harness (Enéas), Philip Booth (Cléomer, Rei de França), Robert Kerns (Bisbe de Blois), Gary Burgess (Un enviat sarraí, un herald bizantí), War Memorial Opera House Orchestra and Chorus, cond. Richard Bonynge. Living Stage. 1110.
- Esclarmonde (1975). Joan Sutherland (Esclarmonde), Huguette Tourangeau (Parséis), Clifford Grant (Phorcas), Jaume Aragall (Roland), Louis Quilico (Bisbe de Blois), Ryland Davies (Enéas), Robert Lloyd (Cléomer, Rei de França), John Alldis Choir, National Philharmonic Orchestra, cond. Richard Bonynge. Decca. 475 7914 4.
- Esclarmonde (1992). Denia Mazzola-Gavazzeni, José Sempere, Hélène Perraguin, Christian Tréguier, Jean-Philippe Courtis, Guy Gabelle, Choeurs du Festival Massenet, Orquestra Simfònica Franz Liszt, Budapest, cond. Patrick Fournillier. Koch-Swann (1994).